# Madone (monte)
Il Madone (2.395 m s.l.m.) è una montagna delle Alpi Ticinesi e del Verbano nelle Alpi Lepontine.

## Descrizione
La montagna ticinese domina il Piano di Magadino ed è possibile affrontare l'ascesa partendo dalla Capanna Borgna a (1.919 m).